# Mary Steen
Mary Dorothea Frederica Steen (28. října 1856 Hvilsager Parish – 7. dubna 1939 Kodaň) byla úspěšná dánská fotografka působící v Kodani, průkopnice interiérové fotografie rodin v jejich domovech. Později jako dvorní fotografka fotografovala královskou rodinu v Dánsku, ale také strávila nějaký čas v Londýně, kde fotografovala Královnu Viktorii. Jako feministka se zasloužila o zlepšení pracovních podmínek pro ženy a její vlastní příběh jde příkladem pro mnoho žen, které se chtěly stát profesionálními fotografkami.

## Galerie

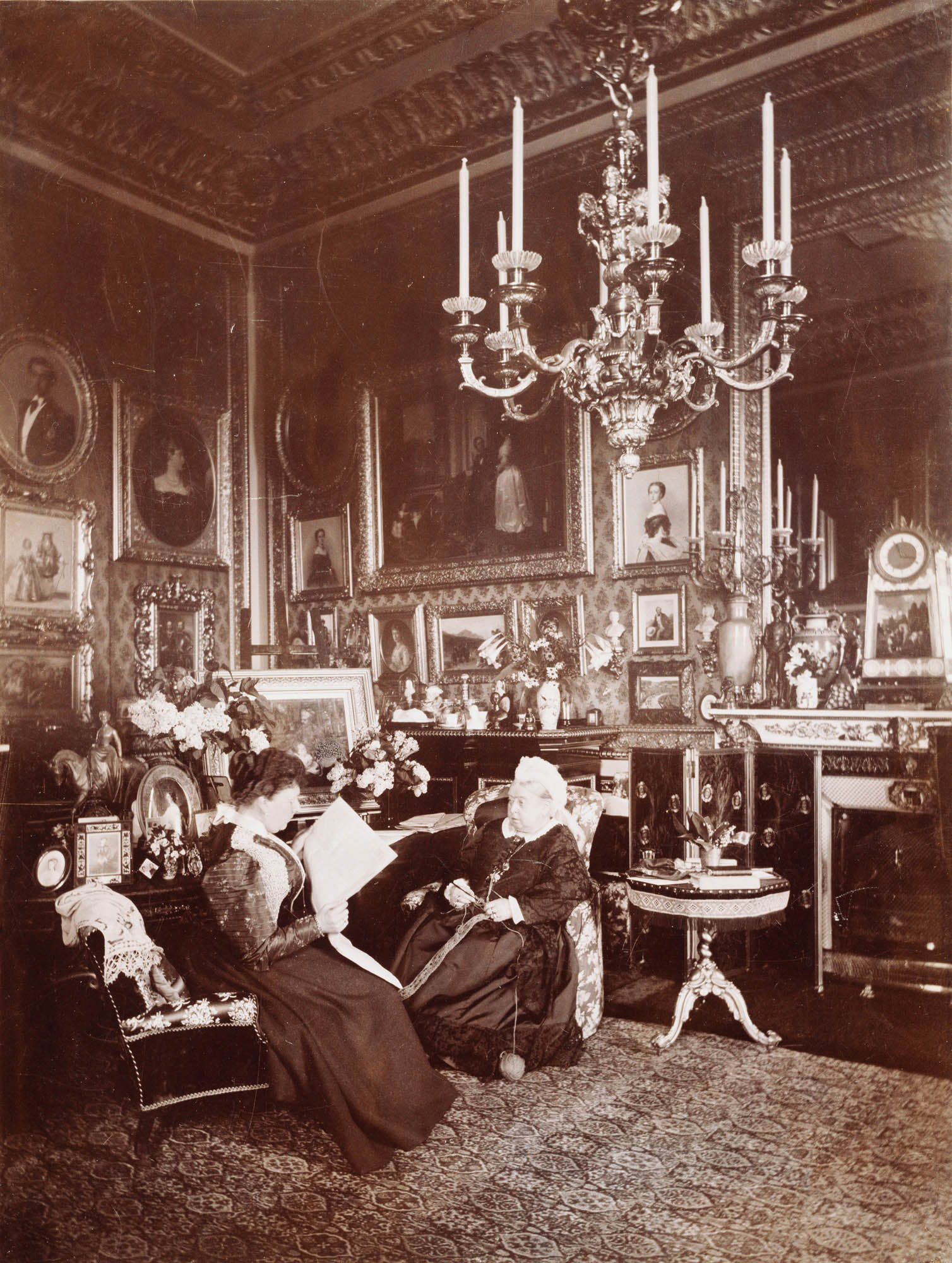
Mary Steen: Královna Viktorie s princeznou Beatrice, Windsor Castle (1895)
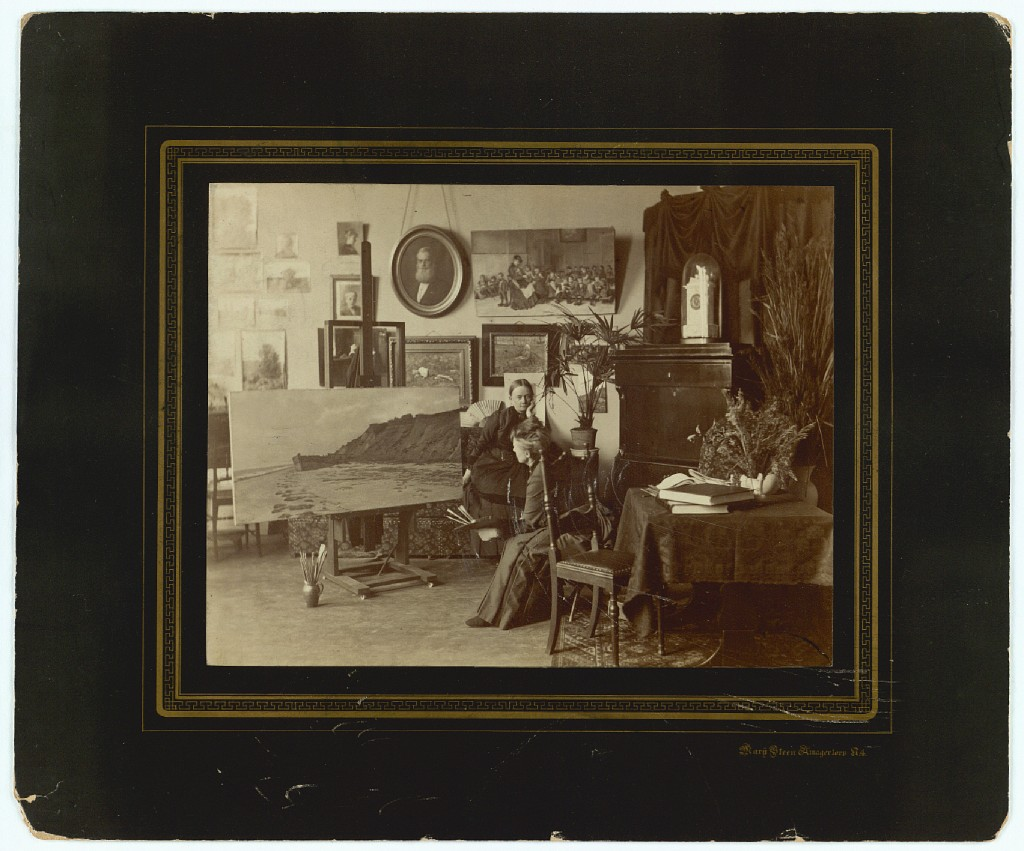
Malířka Marie Luplau
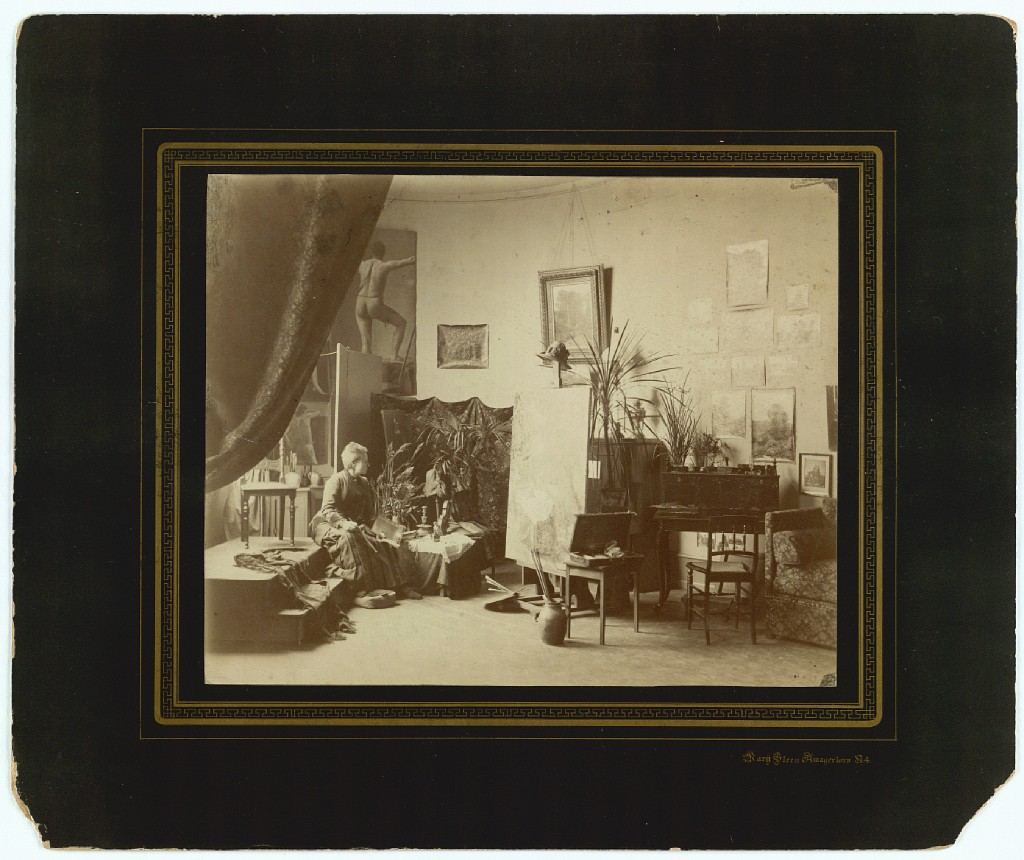
Marie Luplau
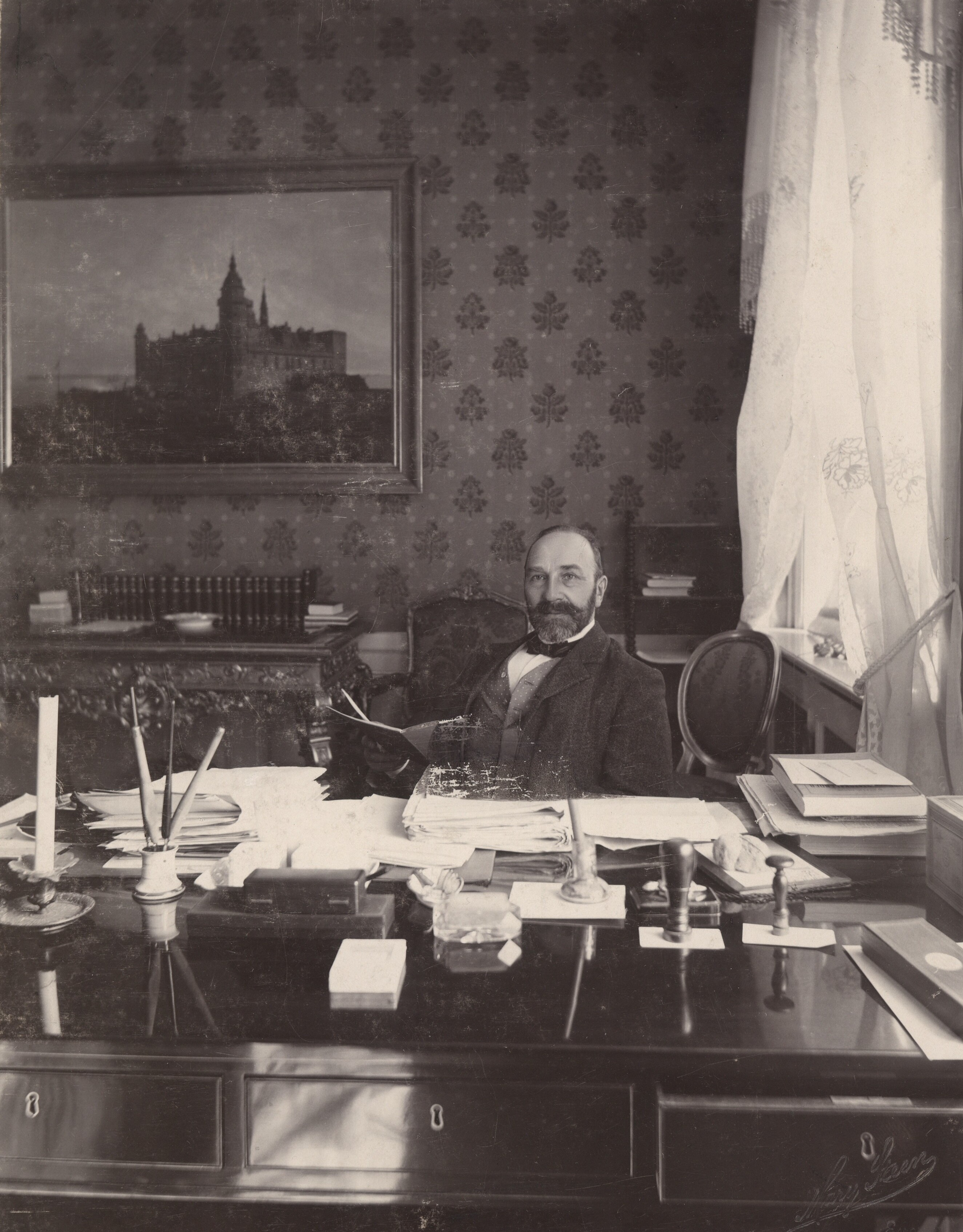
Johan Henrik Deuntzer
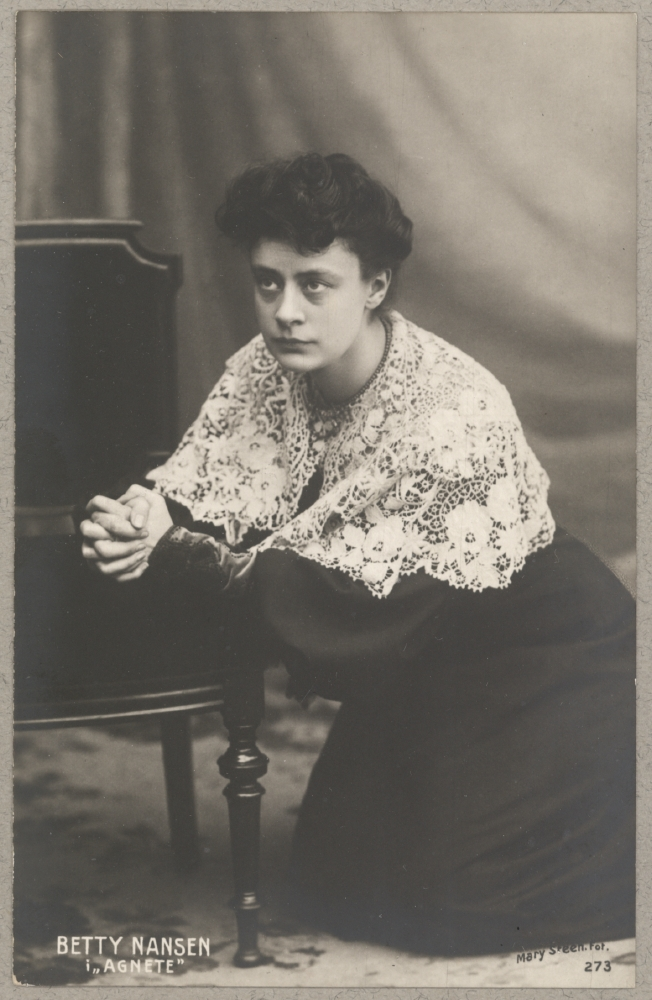
Herečka Betty Nansen
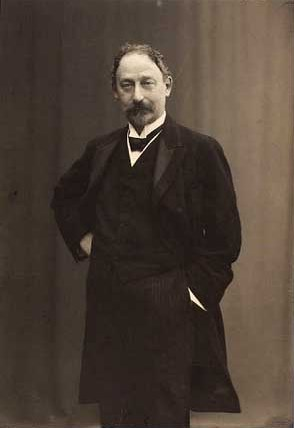
Edvard Brandes
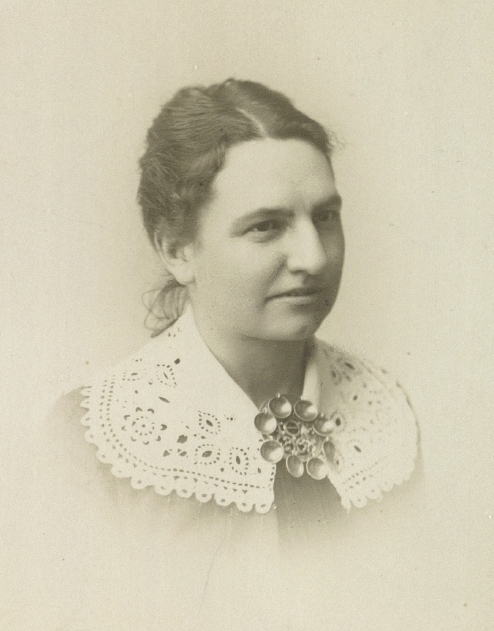
Louise Ravn-Hansen
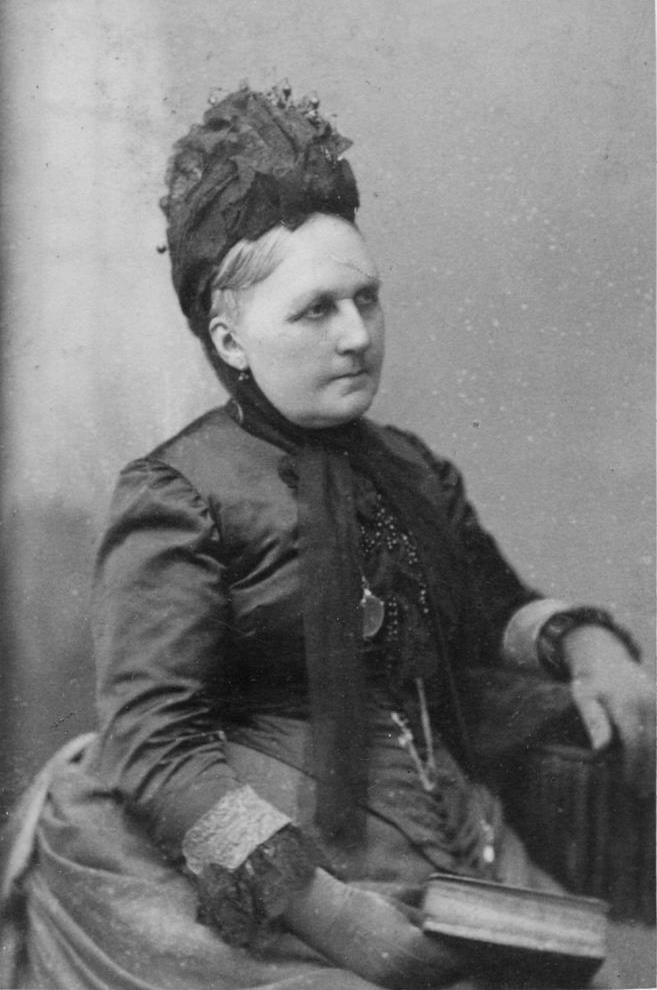
Line Luplau